# Grand Prix automobile d'Italie 1964
GP précédent GP suivant
Le Grand Prix d'Italie 1964 (XXXV Gran Premio d'Italia), disputé sur l'Autodromo nazionale di Monza le 6 septembre 1964, est la cent-vingt-neuvième épreuve du championnat du monde de Formule 1 courue depuis 1950 et la huitième manche du championnat 1964.

## Contexte avant la course

### Le championnat du monde
Depuis 1961, la Formule 1 suit la réglementation 1 500 cm3 (dérivée de l'ancienne Formule 2 de la période 1957 à 1960). Initialement prévue pour une période de trois ans, la formule a été prolongée de deux années supplémentaires par la Commission sportive internationale, garantissant la stabilité technique jusqu'à fin 1965. La réglementation s'appuie sur les points suivants :
- interdiction des moteurs suralimentés
- cylindrée minimale : 1 300 cm3
- cylindrée maximale : 1 500 cm3
- poids minimal : 450 kg (à sec)
- double circuit de freinage obligatoire
- arceau de sécurité obligatoire (le haut du cerceau devant dépasser le casque du pilote)
- démarreur de bord obligatoire
- carburant commercial
- ravitaillement en huile interdit durant la course

Au terme de la première demi-saison, Jim Clark et sa Lotus semblaient une nouvelle fois hors de portée de la concurrence. S'étant imposé aux Pays-Bas, en Belgique et en Grande-Bretagne et n'ayant enregistré qu'un abandon en cinq courses, le champion du monde faisait une nouvelle fois figure de grand favori pour le titre 1964. Deux abandons successifs en Allemagne et en Autriche ont cependant redistribué les cartes, Graham Hill (vainqueur sur sa BRM de l'épreuve inaugurale à Monaco et régulièrement placé) ayant repris la tête du classement provisoire, comptant deux points d'avance sur l'Ecossais, tandis que John Surtees, sur une Ferrari désormais parfaitement au point et dominatrice au Nürburgring, fait maintenant figure d'outsider.

### Le circuit
Au cœur du parc de Monza, à une vingtaine de kilomètres au nord de Milan, l'autodrome de Monza fut inauguré en 1922 à l'occasion du Grand Prix d'Italie, épreuve remportée par la Fiat de Pietro Bordino. Comprenant un circuit routier de 5,75 kilomètres et un anneau de vitesse ovale de 4,25 kilomètres (avec possibilité d'un tracé combiné développant dix kilomètres), il accueille régulièrement les compétitions automobiles et motocyclistes. Depuis 1963, les courses de monoplaces se déroulent uniquement sur le circuit routier, les vitesses atteintes sur l'anneau posant des problèmes de sécurité. Lors du dernier Grand Prix, Jim Clark et sa Lotus avaient établi un nouveau record du tracé de 5,75 kilomètres, avec un tour à 209,3 km/h de moyenne. Jusqu'alors la distance du Grand Prix d'Italie était proche de la limite des cinq cents kilomètres, soit 86 tours. L'autonomie des monoplaces Ferrari à moteur V8 risquant d'être insuffisante pour effectuer toute la course sans ravitailler, les organisateurs ont gracieusement répondu à la demande d'Enzo Ferrari de ramener la distance à quatre cent cinquante kilomètres (78 tours) pour l'édition 1964.

## Monoplaces en lice
- Lotus 25 & 33 "Usine"

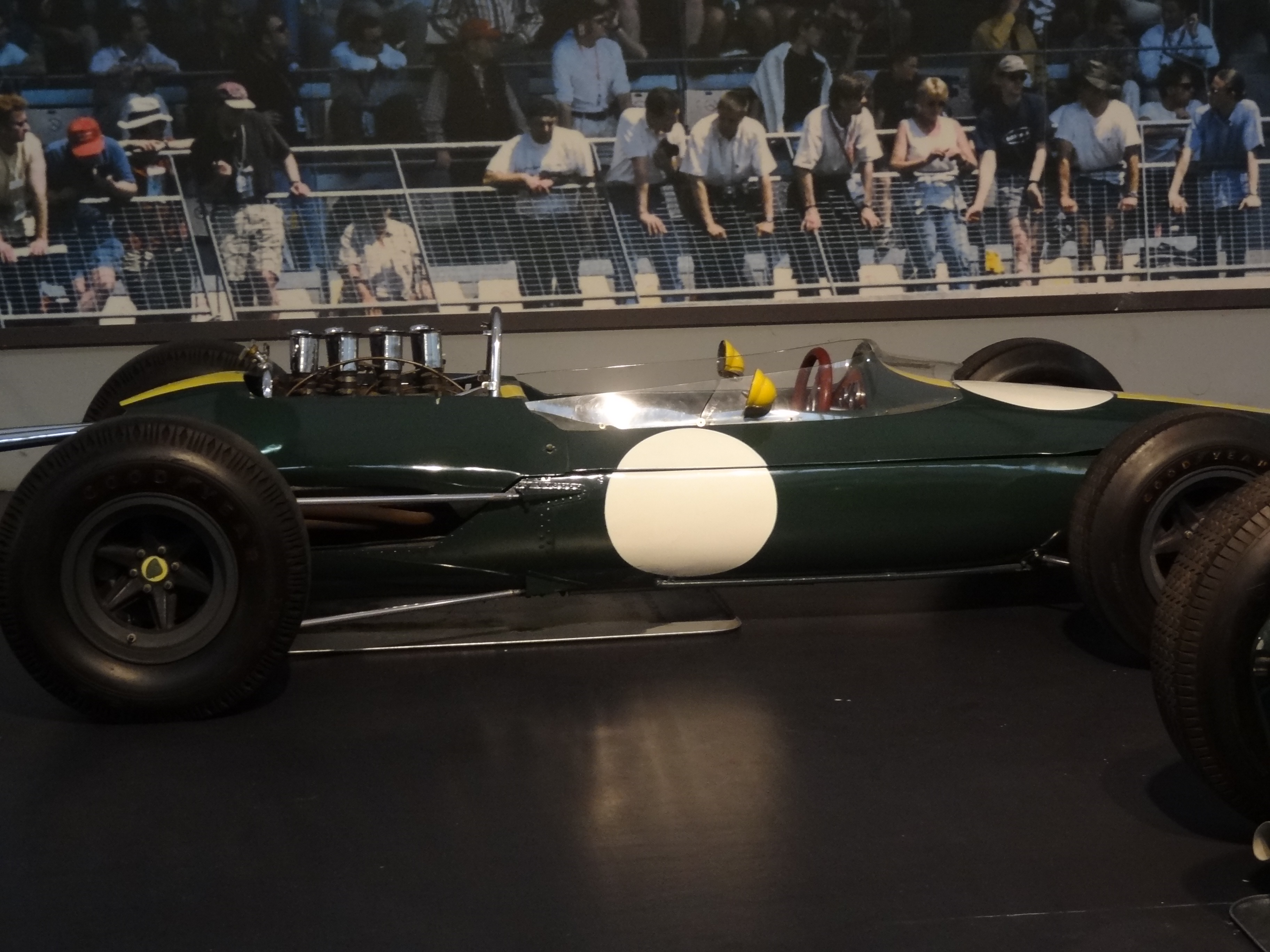
La Lotus 33 à moteur V8 Climax FWMV.

Comme en Autriche, le Team Lotus a amené deux Lotus 33 et une 25C, cette dernière bénéficiant de toutes les évolutions (suspensions améliorées, panneaux d'aluminium affinés) apportées par la 33. En pratique, les deux modèles (à structure monocoque) sont quasiment identiques. Pesant 455 kg à vide, ils sont équipés d'un moteur V8 Coventry Climax FWMV à injection délivrant 205 chevaux à 9600 tr/min et d'une boîte de vitesses ZF à cinq rapports. Premier pilote, Jim Clark peut disposer à sa convenance de la 33 la plus récente et de la 25C, son coéquipier Mike Spence utilisant quant à lui la première 33 réalisée, une voiture reconstruite après avoir été accidentée par Clark à Aintree en début de saison et que le champion du monde rechigne à piloter depuis.
- Lotus 24 & 25 privées

Mike Hailwood ayant accidentellement immergé une des deux Lotus 25 de l'écurie de Tim Parnell dans le lac de Pergusa trois semaines auparavant, le manager britannique a dû racheter à Colin Chapman une de ses monoplaces de réserve. Utilisée lors du Grand Prix d'Autriche avec son moteur V8 Climax et sa boîte ZF d'origine, cette monoplace, maintenant confiée à Hailwood, est désormais dotée d'un moteur V8 BRM et d'une boîte cinq vitesses Hewland, tout comme l'autre voiture de l'équipe, confiée à Chris Amon. Peter Revson engage sa 24 P1 personnelle ; cette monoplace a la particularité d'avoir un châssis multitubulaire Lotus habillé d'éléments de carrosserie de Lola Mk4. Elle est équipée d'un V8 BRM. Brian Gubby aurait dû être présent au volant de sa Lotus 24 (une monoplace que le pilote amateur britannique a achetée à l'équipe Parnell en début de saison et dotée d'un moteur V8 Climax), mais a dû déclarer forfait à la suite d'une sortie de route lors des essais du Grand Prix de la Méditerranée.
- BRM P261 "Usine"

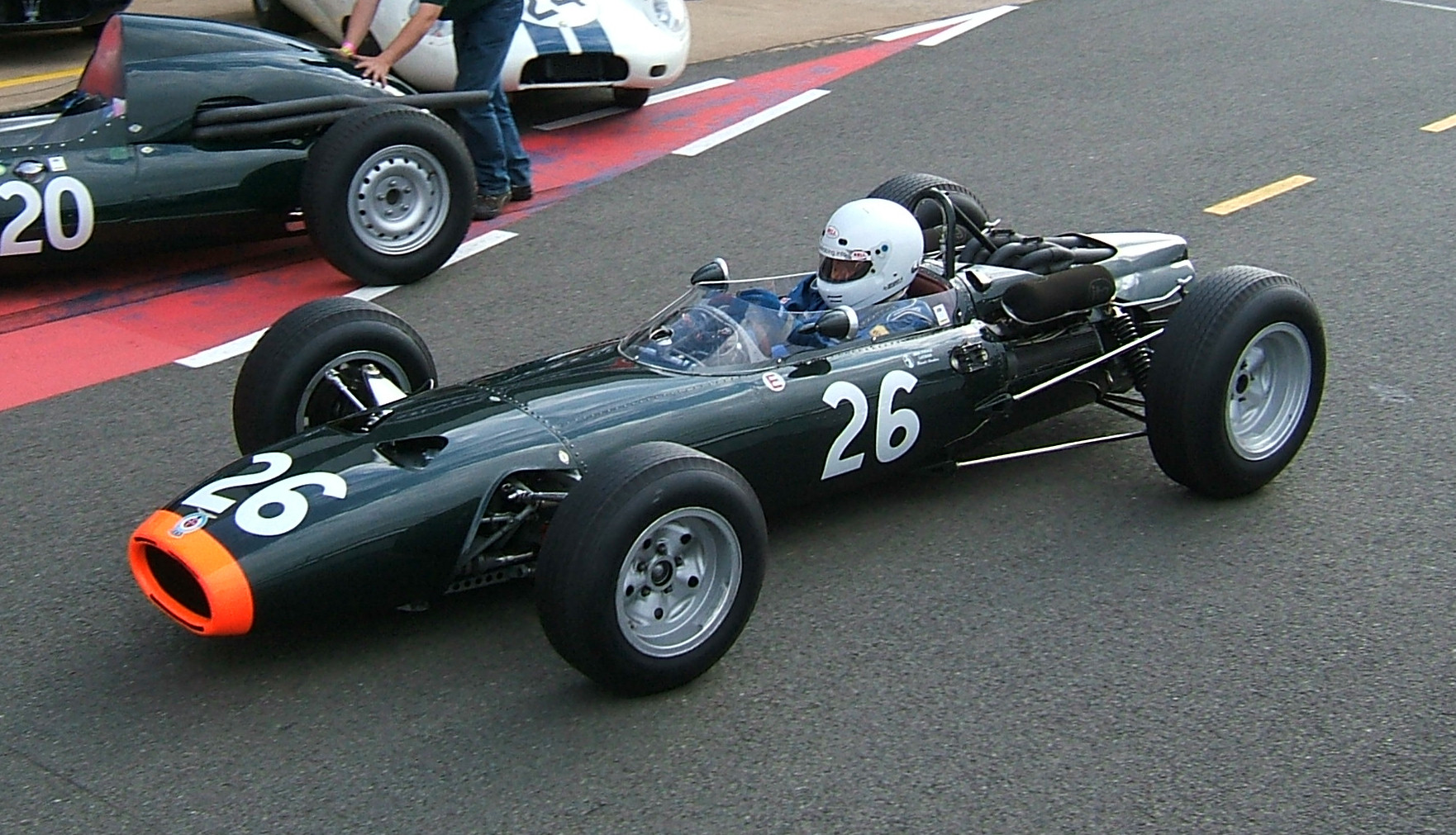
La deuxième version de la BRM P261, avec collecteur d'échappement central.

Le constructeur de Bourne est présente avec trois P261, dont une toute récemment construite qui se distingue par un nouveau collecteur d'échappement, placé au centre du vé du moteur huit cylindres, qui conserve son système d'injection indirecte Lucas. La puissance maximale reste inchangée (210 chevaux à 11000 tr/min), mais le moteur a gagné en souplesse. La nouvelle voiture est confiée à Graham Hill (qui a déjà pu la tester en essais libres à Monza), sa monoplace précédente servant de mulet, tandis que son coéquipier Richie Ginther dispose de son châssis habituel. Pesant 450 kg à vide, ces monoplaces à structure monocoque sont dotées d'une boîte six vitesses.
- BRM P57 privées

Giancarlo Baghetti ayant cassé deux bielles à la fin du Grand Prix d'Autriche, la Scuderia Centro Sud, faute de moteur de rechange, n'a amené qu'une seule de ses deux BRM P57. Baghetti dispose de sa monoplace habituelle sur laquelle on a monté le moteur de celle de son coéquipier Tony Maggs, ce dernier ayant dû déclarer forfait. Maurice Trintignant pilote quant à lui sa P57 personnelle, qu'il utilise également en course de côte. Pesant 475 kg, Ces monoplaces à châssis multitubulaire et moteur V8 sont équipées d'une boîte de vitesses BRM à cinq rapports.
- Brabham BT7 & BT11 "Usine"

Le pilote-constructeur Jack Brabham et son coéquipier Dan Gurney disposent du même matériel qu'en Autriche : la dernière BT11 pour le patron et une BT7 de la saison précédente pour l'Américain. Les deux modèles, à châssis tubulaire, sont techniquement très proches, seuls un capot moteur affiné et des panneaux de fibre de verre sur les réservoirs latéraux permettant de distinguer la nouvelle, qui s'avère aussi un peu plus légère (460 kg à vide contre 470 pour l'ancienne. Ces deux monoplaces utilisent un moteur V8 Climax à injection accouplé à une boîte de vitesses Hewland à cinq rapports.
- Brabham BT3, BT7 & BT11 privées

Déçu par le manque de compétitivité des Cooper, Rob Walker s'est cette saison tourné vers Brabham. Le mécène écossais a récemment racheté l'ancienne BT7 du pilote-constructeur, équipée d'un moteur V8 Climax à injection et une boîte six vitesses Colotti, confiée à son pilote Joakim Bonnier, tandis que la BT11 acquise en début de saison, équipée d'un moteur V8 BRM à injection et d'une boîte six Colotti, a été louée pour la circonstance au pilote local Geki. Joseph Siffert et Bob Anderson alignent leurs BT11 personnelles, le pilote suisse utilisant un V8 BRM et une boite Colotti tandis que le Britannique dispose d'un ancien V8 Climax à carburateurs (développant 190 chevaux) accouplé à une boîte cinq Hewland. Ian Raby pilote quant à lui la toute première F1 de la marque, un modèle BT3) acheté en début de saison sur lequel le garagiste et pilote amateur a adapté un moteur V8 BRM.
- Ferrari 158, 156 & 1512 "Usine"

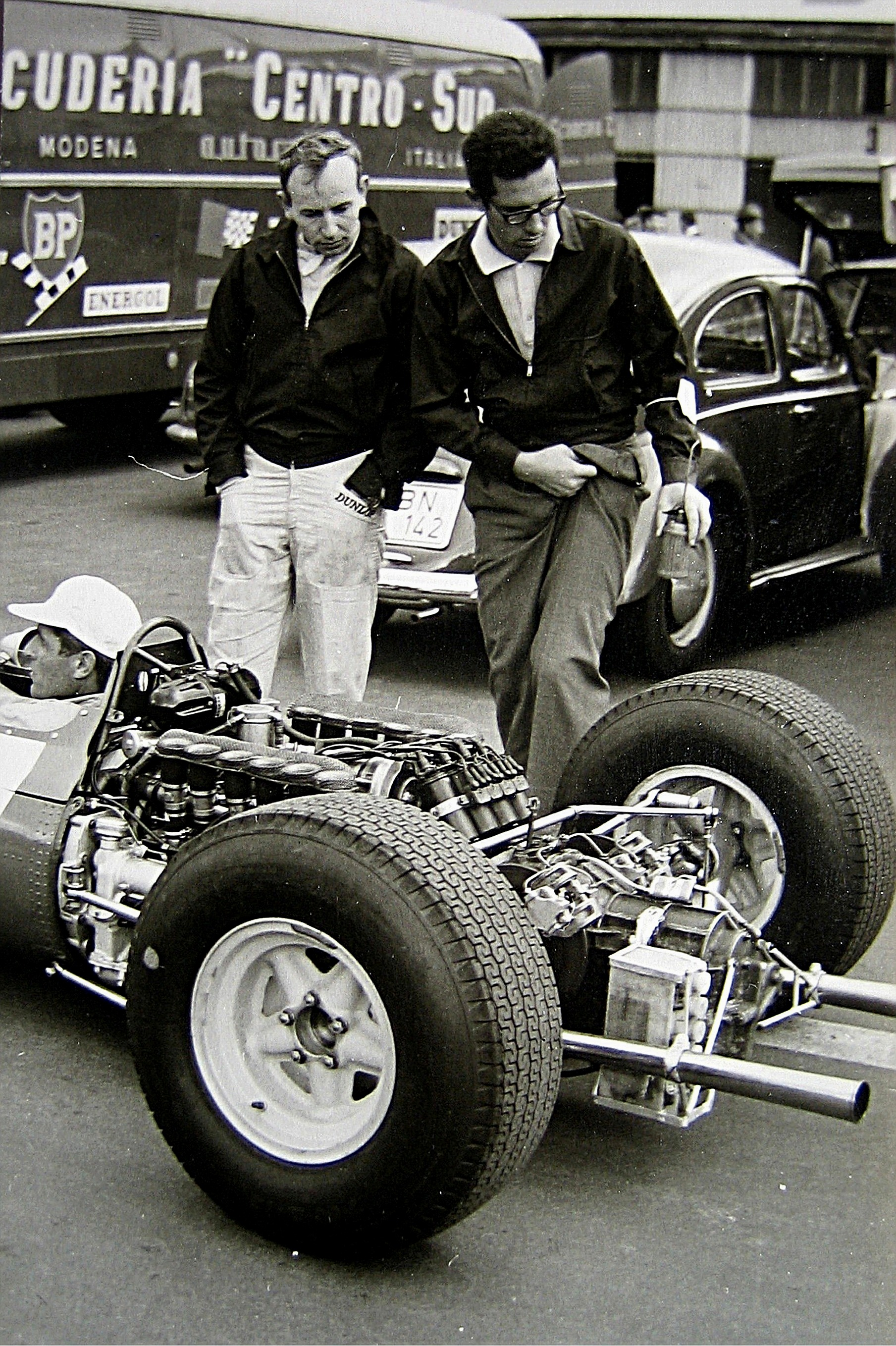
La nouvelle Ferrari 1512, à moteur douze cylindres.

La Scuderia Ferrari est présente en force pour son épreuve nationale ; les pilotes habituels John Surtees et Lorenzo Bandini sont épaulés pour la circonstance par Ludovico Scarfiotti, et l'écurie italienne a prévu d'étrenner à cette occasion sa nouvelle 1512 à douze cylindres à plat, confiée à Bandini. Alors que ce moteur avait initialement été présenté, fin 1963, avec un système d'injection directe Lucas, il fait finalement appel   à un système d'injection indirecte du même fabricant et développe 220 chevaux à 11500 tr/min. Côté châssis, la 1512 (qui pèse 475 kg à vide) est très proche des 158 (468 kg) et 156 Aero (460 kg) : châssis monocoque, même type de suspension avant et arrière, freins à disques Dunlop montés dans les roues à l'avant et "inboard" à l'arrière, l'encombrement du moteur douze cylindres ayant cependant nécessité une petite augmentation de l'empattement (2,40 m contre 2,38 m sur les 156 et 158). Les trois modèles disposent d'une boîte de vitesses longitudinale à cinq rapports. Premier pilote de la Scuderia, John Surtees (qui est toujours en lice pour le titre de champion du monde) aura le choix entre les deux 158 présentes, un peu moins puissantes (210 chevaux à 11000 tr/min) mais parfaitement au point, tandis que Scarfiotti pilotera une des deux 156 Aero (205 chevaux à 10500 tr/min), la seconde servant de voiture de réserve à Bandini.
- Cooper T73 "Usine"

L'équipe de John Cooper a réussi à réparer la monoplace accidentée par Phil Hill à Zeltweg et aligne ses deux T73 à moteur V8 Climax à injection. Bruce McLaren dispose de sa voiture habituelle mais Phil Hill (qui avait également détruit la voiture de réserve durant l'épreuve autrichienne) n'est plus en odeur de sainteté au sein de l'écurie britannique et a été provisoirement évincé, remplacé pour la circonstance par le pilote rhodésien John Love. Dotées d'une boîte de vitesses à six rapports réalisée en interne, les T73, à châssis multitubulaire, pèsent 460 kg à vide.
- Cooper T60 privées

Bob Gerard avait initialement engagé son ancienne Cooper T60 à moteur V8 Climax pour John Taylor, qui avait terminé septième du Grand Prix de la Méditerranée trois semaines auparavant au volant de cette voiture, mais la petite structure britannique a finalement déclaré forfait. Possesseur d'un modèle identique, le jeune pilote amateur suisse Jean-Claude Rudaz effectue à Monza sa première apparition en championnat du monde.
- BRP Mk1 & Mk2 "Usine"

Comme en Autriche, le British Racing Partnership a amené une Mk2 pour Innes Ireland, alors que Trevor Taylor, qui avait sérieusement endommagé la sienne lors des essais du Grand Prix de Grande-Bretagne, doit se contenter d'une Mk1 de l'année précédente. Ces deux modèles ont une structure monocoque et sont animés par un moteur V8 BRM. La Mk2, qui pèse 465 kg à vide, est dotée une boîte six vitesses BRM alors que la Mk1 (475 kg à vide) utilise l'ancienne boîte cinq Colotti.
- Honda RA271 "Usine"

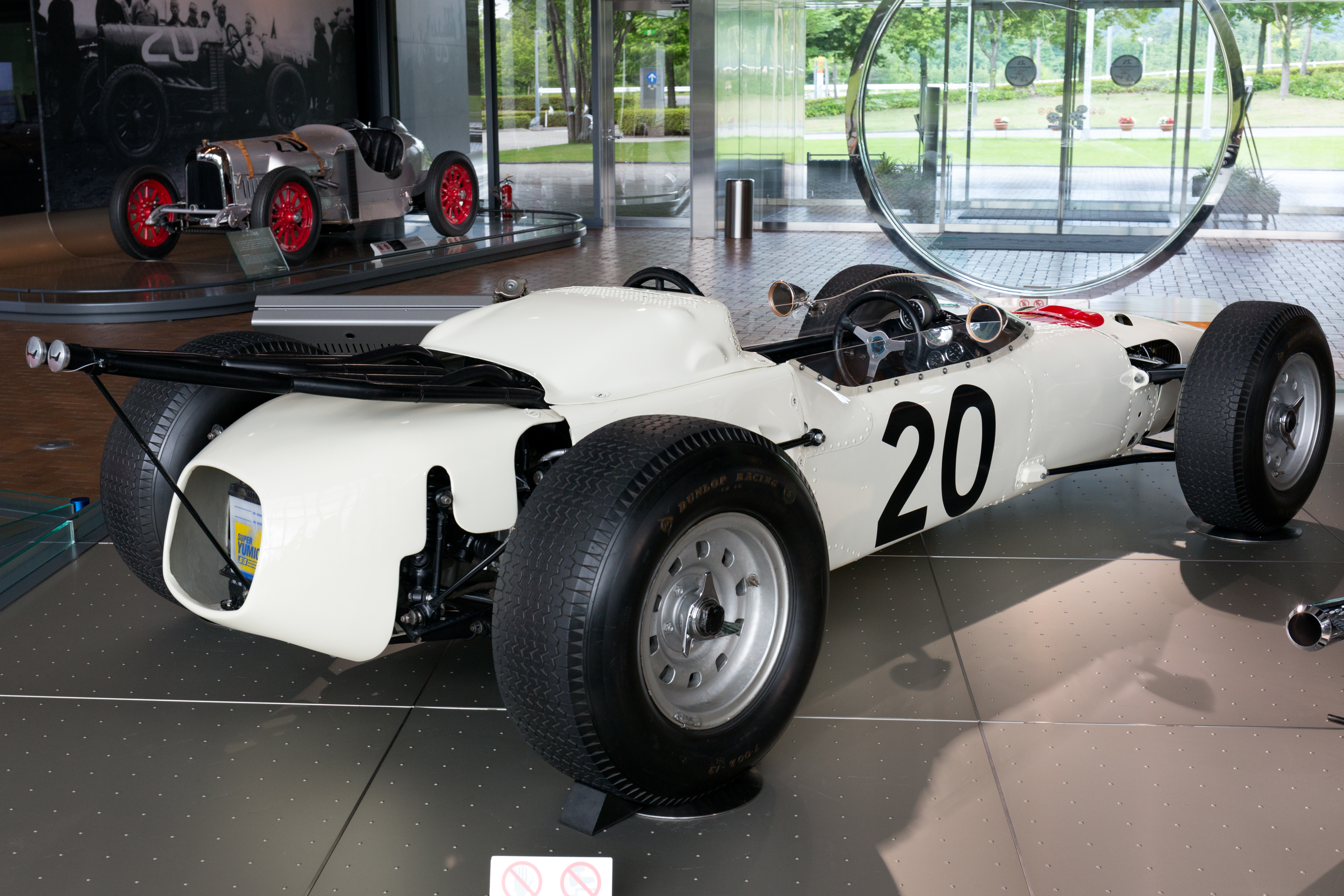
La Honda RA271, à moteur V12 transversal.

Après la sortie de route de Ronnie Bucknum au Nürburgring, l'équipe Honda a dû construire en urgence une deuxième RA271, réutilisant toutefois les éléments non endommagés du premier châssis. Cette monoplace à structure monocoque en feuilles d'aluminium pliées, conçue par l'ingénieur Yoshio Nakamura, est dotée d'un moteur V12 à quatre soupapes par cylindres, placé en position transversale juste derrière le cockpit. Dans la version initiale, l'alimentation était assurée par six carburateurs double corps Keihin, désormais remplacés par un système d'injection intégré dans les tubulures. Munie d'une boîte ZF à six vitesses, cette voiture pèse 450 kg à sec. Disposant d'environ 230 chevaux à 12000 tr/min, Bucknum pilote la monoplace la plus puissante du plateau.
- Derrington-Francis

Ancien chef-mécanicien de Stirling Moss, Alf Francis s'est associé avec le préparateur Vic Derrington pour racheter l'une des deux monoplace Automobili Turismo e Sport après le dépôt de bilan de l'entreprise italienne, fin 1963. Francis a profondément modifié le châssis (raccourci de quinze centimètres) et l'aspect de l'ATS 100. Le moteur V8 d'origine a été conservé, mais les carburateurs ont été remplacés par un système d'injection Lucas, la puissance ressortant à 210 chevaux à 10500 tr/min. Rebaptisée Derrington-Francis, la voiture sera aux mains du pilote portugais Mário Cabral, financièrement impliqué dans ce projet. Contrairement aux autres F1 chaussées de pneumatiques Dunlop, l'ex ATS utilisera des pneus Goodyear.
- Scirocco SP

Initialement inscrit sur la Scirocco SP à moteur V8 Climax de l'Équipe Scirocco Belge, André Pilette a finalement déclaré forfait, la voiture s'étant révélée non compétitive lors de ses dernières apparitions.

## Coureurs inscrits
| no  | Pilote                 | Écurie                         | Constructeur       | Modèle                        | N° châssis         | Moteur                         | Pneumatiques |
| --- | ---------------------- | ------------------------------ | ------------------ | ----------------------------- | ------------------ | ------------------------------ | ------------ |
| 2   | John Surtees           | SpA Ferrari SEFAC              | Ferrari            | Ferrari 158                   | 158/0006           | Ferrari 205B V8                | D            |
| 4   | Lorenzo Bandini        | SpA Ferrari SEFAC              | Ferrari            | Ferrari 158                   | 158/0005           | Ferrari 205B V8                | D            |
| 4T  | Lorenzo Bandini        | SpA Ferrari SEFAC              | Ferrari            | Ferrari 156 Aero Ferrari 1512 | 156/0004 1512/0007 | Ferrari 178 V6 Ferrari 207 F12 | D            |
| 6   | Ludovico Scarfiotti    | SpA Ferrari SEFAC              | Ferrari            | Ferrari 156 Aero              | 156/0003           | Ferrari 178 V6                 | D            |
| 8   | Jim Clark              | Team Lotus                     | Lotus              | Lotus 25C                     | 25 R6              | Coventry Climax FWMV MkIII V8  | D            |
| 8T  | Jim Clark              | Team Lotus                     | Lotus              | Lotus 33                      | 33 R9              | Coventry Climax FWMV MkIII V8  | D            |
| 10  | Mike Spence            | Team Lotus                     | Lotus              | Lotus 33                      | 33 R8              | Coventry Climax FWMV MkIII V8  | D            |
| 12  | Joseph Siffert         | Siffert Racing Team            | Brabham            | Brabham BT11                  | F1-6-64            | BRM P56 V8                     | D            |
| 14  | Jack Brabham           | Brabham Racing Organisation    | Brabham            | Brabham BT11                  | F1-1-64            | Coventry Climax FWMV MkIII V8  | D            |
| 16  | Dan Gurney             | Brabham Racing Organisation    | Brabham            | Brabham BT7                   | F1-1-63            | Coventry Climax FWMV MkIII V8  | D            |
| 18  | Graham Hill            | Owen Racing Organisation       | BRM                | BRM P261                      | 2616               | BRM P60 V8                     | D            |
| 18T | Graham Hill            | Owen Racing Organisation       | BRM                | BRM P261                      | 2615               | BRM P60 V8                     | D            |
| 20  | Richie Ginther         | Owen Racing Organisation       | BRM                | BRM P261                      | 2613               | BRM P60 V8                     | D            |
| 22  | Bob Anderson           | DW Racing Enterprises          | Brabham            | Brabham BT11                  | F1-5-64            | Coventry Climax FWMV MkI V8    | D            |
| 24  | John Love              | Cooper Car Company             | Cooper             | Cooper T73                    | F1-2-64            | Coventry Climax FWMV MkIII V8  | D            |
| 26  | Bruce McLaren          | Cooper Car Company             | Cooper             | Cooper T73                    | F1-1-64            | Coventry Climax FWMV MkIII V8  | D            |
| 28  | Ronnie Bucknum         | Honda R&D Company              | Honda              | Honda RA271                   | 271-002            | Honda RA271E V12               | D            |
| 30  | Giancarlo Baghetti     | Scuderia Centro Sud            | BRM                | BRM P57                       | 5784               | BRM P56 V8                     | D            |
| 32  | Tony Maggs             | Scuderia Centro Sud            | BRM                | BRM P57                       | 5785               | BRM P56 V8                     | D            |
| 34  | Joakim Bonnier         | Rob Walker Racing Team         | Brabham            | Brabham BT7                   | F1-2-63            | Coventry Climax FWMV MkII V8   | D            |
| 36  | Geki                   | Rob Walker Racing Team         | Brabham            | Brabham BT11                  | F1-4-64            | BRM P56 V8                     | D            |
| 38  | Peter Revson           | Reg Parnell Racing             | Lotus              | Lotus 24                      | 24 P1              | BRM P56 V8                     | D            |
| 40  | Mike Hailwood          | Reg Parnell Racing             | Lotus              | Lotus 25                      | 25 R4              | BRM P56 V8                     | D            |
| 42  | Chris Amon             | Reg Parnell Racing             | Lotus              | Lotus 25                      | 25 R3              | BRM P56 V8                     | D            |
| 44  | Trevor Taylor          | British Racing Partnership     | BRP                | BRP MkI                       | BRP/1-63           | BRM P56 V8                     | D            |
| 46  | Innes Ireland          | British Racing Partnership     | BRP                | BRP MkII                      | BRP/2-64           | BRM P56 V8                     | D            |
| 48  | Maurice Trintignant    | Privé                          | BRM                | BRM P57                       | 5781               | BRM P56 V8                     | D            |
| 50  | Mario de Araujo Cabral | Derrington-Francis Racing team | Derrington-Francis | ATS D-F                       | 100-02             | ATS 100 V8                     | G            |
| 52  | Brian Gubby            | Privé                          | Lotus              | Lotus 24                      | 24-943             | Coventry Climax FWMV MkII V8   | D            |
| 54  | André Pilette          | Équipe Scirocco Belge          | Scirocco           | Scirocco SP                   | SP-2-63            | Coventry Climax FWMV MkII V8   | D            |
| 56  | Ian Raby               | Ian Raby racing                | Brabham            | Brabham BT3                   | F1-1-62            | BRM P56 V8                     | D            |
| 58  | John Taylor            | Bob Gerard Racing              | Cooper             | Cooper T60                    | F1-17-61           | Coventry Climax FWMV MkII V8   | D            |
| 60  | Jean-Claude Rudaz      | Fabre Urbain                   | Cooper             | Cooper T60                    | F1-18-61           | Coventry Climax FWMV MkII V8   | D            |

## Qualifications
Deux séances qualificatives sont prévues, les vendredi et samedi précédant la course, les vingt pilotes les plus rapides à l'issue des deux journées étant qualifiés pour le Grand Prix.

### Première séance - vendredi 4 septembre
Il fait beau lorsque débute la première séance d'essais, le vendredi après-midi, et le revêtement du circuit est parfaitement sec. La plupart des concurrents prennent immédiatement la piste, roulant généralement groupés pour profiter du phénomène d'aspiration, crucial sur ce tracé extrêmement rapide. John Surtees a le choix entre les deux Ferrari V8, ses coéquipiers Lorenzo Bandini et Ludovico Scarfiotti pilotant chacun un modèle V6 de la saison précédente, alors que la nouvelle voiture à moteur 12 cylindres, pas tout à fait prête, n'a pas été amenée. Dan Gurney (sur Brabham) et Surtees (qui essaie successivement ses deux monoplaces) se montrent d'emblée les plus rapides du lot, Surtees concluant la journée avec un tour à 212,5 km/h de moyenne, sans toutefois parvenir à égaler son temps de qualification de l'année précédente. Gurney échoue finalement à huit dixièmes de seconde, devançant la BRM de Graham Hill (dont la séance a été perturbée par un problème de surchauffe), la Lotus-Climax de Jim Clark et la Cooper-Climax de Bruce McLaren ; Clark s'était plaint d'un manque de vitesse de pointe sur sa Lotus 33 et s'est finalement rabattu sur son ancienne 25 pour réaliser son meilleur tour. Joseph Siffert s'est montré le meilleur des pilotes privés, ayant obtenu un remarquable sixième meilleur temps au volant de sa Brabham personnelle en profitant de l'aspiration des voitures d'usine, plus puissantes. Malgré des difficultés de mise en route de son moteur, Ronnie Bucknum démontre le potentiel de la nouvelle Honda en signant un prometteur neuvième temps (à égalité avec la BRM de Richie Ginther) devançant le pilote-constructeur Jack Brabham. Pour sa première participation dans une épreuve de championnat du monde, le pilote indépendant Jean-Claude Rudaz a attaqué sans relâche pour tenter d'obtenir sa qualification. Alors qu'il est parvenu à réaliser le vingtième temps sur son ancienne Cooper, le moteur explose dans un nuage de fumée, mettant fin à ses espoirs de disputer la course. Remplaçant Phil Hill sur la deuxième Cooper officielle, le pilote rhodésien John Love a été rapidement immobilisé à cause d'un problème d'entraînement du distributeur et n'a pu reprendre la piste, faute de pièce de rechange.
| Pos. | Pilote                 | Écurie                 | Temps        | Écart    |
| ---- | ---------------------- | ---------------------- | ------------ | -------- |
| 1    | John Surtees           | Ferrari                | 1 min 37 s 4 |          |
| 2    | Dan Gurney             | Brabham-Climax         | 1 min 38 s 2 | + 0 s 8  |
| 3    | Graham Hill            | BRM                    | 1 min 38 s 7 | + 1 s 3  |
| 4    | Bruce McLaren          | Cooper-Climax          | 1 min 39 s 4 | + 2 s 0  |
| 5    | Jim Clark              | Lotus-Climax           | 1 min 39 s 6 | + 2 s 2  |
| 6    | Joseph Siffert         | Brabham-BRM            | 1 min 39 s 7 | + 2 s 3  |
| 7    | Lorenzo Bandini        | Ferrari                | 1 min 39 s 8 | + 2 s 4  |
| 8    | Mike Spence            | Lotus-Climax           | 1 min 40 s 3 | + 2 s 9  |
| 9    | Richie Ginther         | BRM                    | 1 min 40 s 4 | + 3 s 0  |
| 9=   | Ronnie Bucknum         | Honda                  | 1 min 40 s 4 | + 3 s 0  |
| 11   | Jack Brabham           | Brabham-Climax         | 1 min 40 s 8 | + 3 s 4  |
| 12   | Joakim Bonnier         | Brabham-Climax         | 1 min 41 s 0 | + 3 s 6  |
| 12=  | Innes Ireland          | BRP-BRM                | 1 min 41 s 0 | + 3 s 6  |
| 14   | Bob Anderson           | Brabham-Climax         | 1 min 41 s 3 | + 3 s 9  |
| 15   | Giancarlo Baghetti     | BRM                    | 1 min 41 s 4 | + 4 s 0  |
| 16   | Ludovico Scarfiotti    | Ferrari                | 1 min 41 s 6 | + 4 s 2  |
| 17   | Mike Hailwood          | Lotus-BRM              | 1 min 41 s 6 | + 4 s 2  |
| 18   | Peter Revson           | Lotus-BRM              | 1 min 42 s 0 | + 4 s 6  |
| 19   | Mário de Araújo Cabral | Derrington-Francis-ATS | 1 min 42 s 6 | + 5 s 2  |
| 20   | Jean-Claude Rudaz      | Cooper-Climax          | 1 min 43 s 0 | + 5 s 6  |
| 21   | Maurice Trintignant    | BRM                    | 1 min 43 s 3 | + 5 s 9  |
| 22   | Trevor Taylor          | BRP-BRM                | 1 min 43 s 8 | + 6 s 4  |
| 23   | Geki                   | Brabham-BRM            | 1 min 44 s 1 | + 6 s 7  |
| 24   | John Love              | Cooper-Climax          | 1 min 48 s 5 | + 11 s 1 |
| 25   | Ian Raby               | Brabham-BRM            | 1 min 52 s 2 | + 14 s 8 |

### Deuxième séance - samedi 5 septembre
Une bruine continue a détrempé la piste le samedi et les pilotes n'ont aucune possibilité d'améliorer les temps de la veille, sur lesquels seront basés la grille de départ. Très attendue, la nouvelle Ferrari à moteur 12 cylindres est enfin présentée au public, et va effectuer plusieurs tours aux mains de Lorenzo Bandini. Le pilote italien réalisera à son volant le troisième temps de la journée derrière Gurney et Surtees, qui se montrent les meilleurs sous la pluie, à plus de vingt secondes toutefois de leurs chronos du vendredi. La hiérarchie étant déjà établie, les organisateurs ne communiqueront aucun temps officiel pour cette séance sans enjeu. S'étant montré le plus rapide lors de la première journée, Surtees partira en pole position au côté de Gurney et Hill, Clark et McLaren se partageant la seconde. La Scuderia Ferrari avait initialement prévu que Bandini prendrait le départ sur la nouvelle monoplace à moteur F12 mais, la voiture n'ayant pu être testée sur piste sèche, le pilote italien partira comme Surtees au volant d'un modèle V8 qu'il n'a pas piloté aux essais. Ayant réalisé le septième temps le vendredi (avec la version V6), il s'élancera du centre de la troisième ligne, entre la Brabham de Siffert et la Lotus de Mike Spence.

## Grille de départ

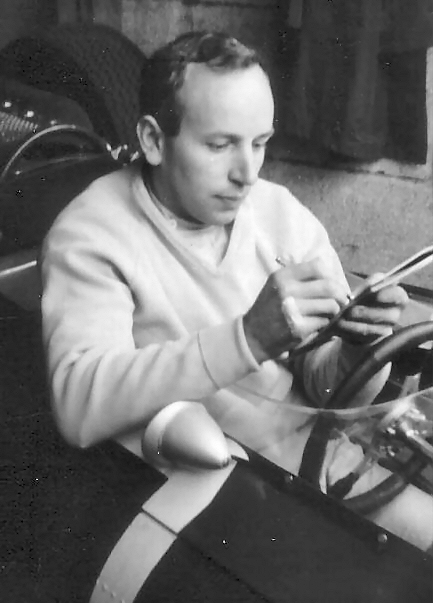
John Surtees partira en pole position au volant de sa Ferrari.

| 1re ligne | Pos. 1                          |                               | Pos. 2                       |                              | Pos. 3                    |
|           | Surtees Ferrari 1 min 37 s 4    |                               | Gurney Brabham 1 min 38 s 2  |                              | G. Hill BRM 1 min 38 s 7  |
| 2e ligne  |                                 | Pos. 4                        |                              | Pos. 5                       |                           |
|           |                                 | Clark Lotus 1 min 39 s 3      |                              | McLaren Cooper 1 min 39 s 4  |                           |
| 3e ligne  | Pos. 6                          |                               | Pos. 7                       |                              | Pos. 8                    |
|           | Siffert Brabham 1 min 39 s 7    |                               | Bandini Ferrari 1 min 39 s 8 |                              | Spence Lotus 1 min 40 s 3 |
| 4e ligne  |                                 | Pos. 9                        |                              | Pos. 10                      |                           |
|           |                                 | Ginther BRM 1 min 40 s 4      |                              | Bucknum Honda 1 min 40 s 4   |                           |
| 5e ligne  | Pos. 11                         |                               | Pos. 12                      |                              | Pos. 13                   |
|           | Brabham 1 min 40 s 8            |                               | Bonnier Brabham 1 min 41 s 0 |                              | Ireland BRP 1 min 41 s 0  |
| 6e ligne  |                                 | Pos. 14                       |                              | Pos. 15                      |                           |
|           |                                 | Anderson Brabham 1 min 41 s 3 |                              | Baghetti BRM 1 min 41 s 4    |                           |
| 7e ligne  | Pos. 16                         |                               | Pos. 17                      |                              | Pos. 18                   |
|           | Scarfiotti Ferrari 1 min 41 s 6 |                               | Hailwood Lotus 1 min 41 s 6  |                              | Revson Lotus 1 min 42 s 0 |
| 8e ligne  |                                 | Pos. 19                       |                              | Pos. 20                      |                           |
|           |                                 | Cabral ATS D-F 1 min 42 s 6   |                              | Trintignant BRM 1 min 43 s 3 |                           |

- Note : Ayant cassé son moteur Coventry Climax durant la première séance d'essais, Jean-Claude Rudaz (qui aurait dû partir en dernière ligne au volant de sa Cooper) a déclaré forfait pour la course. Sa place est prise par Maurice Trintignant[23] (sur BRM).

## Déroulement de la course

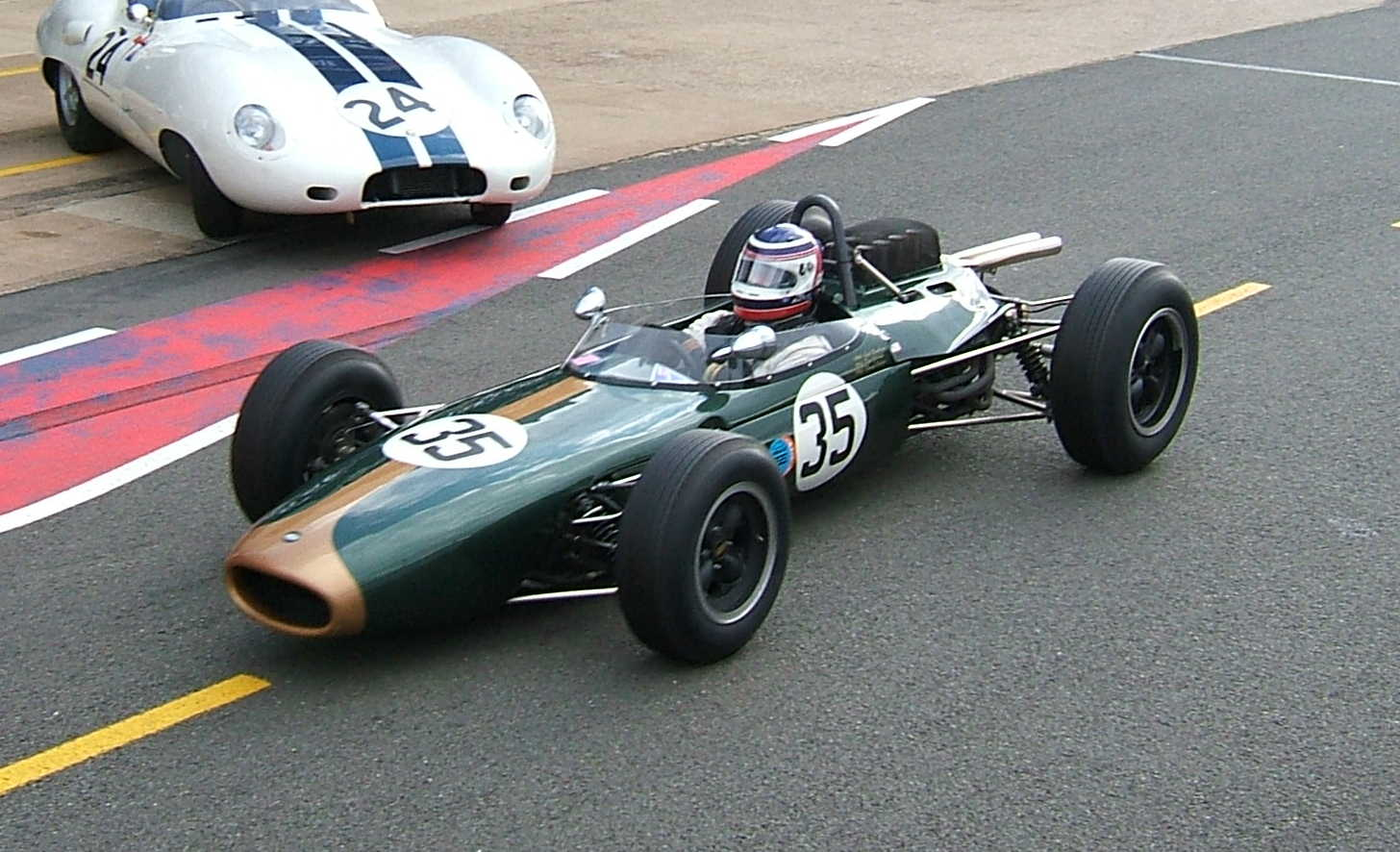
Une Brabham BT11 semblable à celle de Jack Brabham lors d'une manifestation historique. Tout comme son coéquipier Dan Gurney, le champion australien a été privé d'une place d'honneur à cause de problèmes mécaniques.

Le ciel est couvert, le dimanche après-midi, lorsque les monoplaces sont alignées sur la pré-grille, devant plus de soixante-dix mille spectateurs. Le moteur Honda étant difficile à démarrer, Ronnie Bucknum anticipe de deux minutes sa mise en route, aussitôt imité par ses pairs. Le préposé au drapeau va cependant attendre quinze heures trente précises avant de laisser les monoplaces rejoindre lentement la vraie grille de départ, les libérant quelques instant plus tard. La longue attente a été fatale à l'embrayage de la BRM de Graham Hill, à l'extérieur de la première ligne, qui reste bloqué et lève aussitôt les bras pour signaler sa panne. Placé derrière lui, Bruce McLaren réussit adroitement à l'éviter et parvient à donner à sa Cooper une longueur d'avance sur la Ferrari de John Surtees et la Brabham de Dan Gurney, les deux favoris ayant eu une seconde d'hésitation avant de s'élancer. Après le virage de Lesmo, McLaren conserve un petit avantage sur Gurney et Surtees, mais ces derniers sont revenus à sa hauteur au moment d'aborder le dernier virage du circuit. C'est Gurney qui en ressort le premier, le pilote américain repassant devant les tribunes avec trois dixièmes de seconde d'avance sur la Ferrari et cinq sur la Cooper. La Lotus, légèrement détachée vient ensuite, tandis que le gros du peloton, emmené par la Ferrari de Lorenzo Bandini et la Brabham de Joakim Bonnier, compte déjà trois secondes et demie de retard sur la voiture de tête. Au tour suivant, Surtees s'empare du commandement et les quatre premiers repassent devant les stands groupés en une seconde. Le peloton de chasse, maintenant mené par Bonnier qui a passé Bandini, vient cinq secondes plus loin ; en font partie Jack Brabham, Richie Ginther (BRM), Innes Ireland (BRP), Joseph Siffert et Bob Anderson (Brabham), Mike Spence et Mike Hailwood (Lotus), Giancarlo Baghetti (BRM) et Ludovico Scarfiotti (Ferrari), un paquet au sein duquel les positions changent continuellement. Alors que le rythme de la course augmente continuellement, Surtees et Gurney restent continuellement à l'avant du petit groupe de tête, McLaren et Clark se battant dans leur sillage pour la troisième place, l'ordre de passage évoluant sans cesse. Au cours du sixième tour, Clark se cale dans le sillage de Gurney lorsque le pilote californien déborde Surtees ; Clark est alors momentanément deuxième, mais sa Lotus manque de vélocité et Surtees reprend aussitôt la deuxième place. Dès lors, Gurney et Clark vont régulièrement échanger leurs positions, McLaren et Clark parvenant à garder le contact sans toutefois être en mesure de jouer la victoire. Après un beau début de course, Hailwood a dû renoncer, son moteur n'ayant pu soutenir longtemps le rythme effréné de la course. Brabham, qui s'était un temps porté à l'avant du groupe de chasse, a préféré concéder quelques places, laissant le plus souvent Bonnier, Ireland ou Baghetti mener la poursuite. Ce gros peloton est néanmoins rapidement distancé par les quatre premiers. Auteur d'une belle prestation pour son deuxième Grand prix, Bucknum est parvenu à s'intégrer au groupe des poursuivants. Alors qu'il vient de se porter aux avant-postes, profitant de l'excellente vitesse de pointe de sa Honda, il doit malheureusement renoncer, freins défaillants. Gurney et Surtees sont alors toujours au coude à coude, Clark et McLaren collés à leurs basques. Le peloton de chasse, emmené par Baghetti et Ireland, compte déjà une demi-minute de retard. Surtees et Gurney impriment un rythme très élevé et, peu avant le vingtième tour, Clark et McLaren perdent soudain le contact avec eux. Ils vont dès lors perdre une demi-seconde au tour sur les deux premiers, qui continuent leur chassé-croisé et se retrouvent souvent côte à côte devant les tribunes principales. Quelques longueurs plus loin, Clark parvient à contenir McLaren derrière lui mais au vingt-septième tour un piston cassé met fin à sa prestation (après un arrêt au stand, le champion du monde effectuera un tour à vitesse réduite avant de renoncer définitivement). Ne pouvant plus profiter de l'aspiration de la Lotus, McLaren se retrouve isolé à la troisième place, à cinq secondes de Surtees et Gurney toujours au coude à coude. Les autres concurrents sont maintenant à plus d'une minute. À la mi-course, Surtees et Gurney, toujours en pleine bagarre, rattrapent le peloton principal, au sein duquel ils continuent leur duel. Ils vont mettre trois tours à doubler les huit voitures de ce groupe, alors mené par Ireland et Ginther. Les deux voitures de tête restent toujours soudées l'une à l'autre, Surtees devançant le plus souvent son adversaire ; toujours troisième, McLaren est relégué à vingt-cinq secondes. À plus d'un tour, Ginther, Ireland et Bandini luttent au coude à coude pour la quatrième place jusqu'à ce que Brabham ne passe à l'attaque, se portant en tête de ce peloton. Le champion australien va défendre fermement sa position mais au cinquante-septième tour sa voiture commence à perdre de la puissance et il va se faire dépasser par ses poursuivants immédiats avant d'être définitivement stoppé, moteur explosé. Seuls Ginther, Bandini et Ireland sont encore en lutte pour la quatrième place, Bonnier ayant été auparavant retardé par un problème d'alternateur tandis que Baghetti (dont le moteur a tendance à surchauffer), Siffert et Spence n'ont pu tenir la cadence.
Surtees semble avoir pris l'avantage sur Gurney mais l'issue de la bataille pour la première place reste incertaine, l'Américain se maintenant dans le sillage de la Ferrari. À quinze tours de l'arrivée Surtees hausse encore le rythme, portant le record de la piste à 209,5 km/h de moyenne. Gurney est décroché et va dès lors perdre progressivement du terrain, d'autant que son moteur commence à cafouiller. Il est bientôt rejoint par Ginther, Bandini et Ireland, qui se dédoublent, McLaren le dépassant peu après, s'emparant de la deuxième place. Gurney s'arrête peu après au stand mais le problème ne peut être réglé ; il ne renonce cependant pas, repartant à allure réduite et dégringolant dans les profondeurs du classement. Dès lors, avec plus d'une minute d'avance sur McLaren, Surtees a course gagnée. L'intérêt se reporte sur la lutte pour la troisième place, âprement disputée entre Ginther et Bandini alors qu'Ireland, handicapé par des problèmes d'injection, a été «décroché». Dans le dernier tour, alors que Surtees vient de franchir victorieusement la ligne d'arrivée sous les clameurs du public, Bandini sort en tête de la courbe parabolique mais Ginther est dans ses roues ; le pilote américain profite de l'aspiration pour se porter à la hauteur de la Ferrari et les deux bolides vont terminer côte à côte ! Photo à l'appui, les officiels déclareront finalement Bandini troisième devant Ginther. À plus d'une minute de Surtees, McLaren a assuré sa seconde place, tandis que, malgré ses soucis de moteur, Ireland a réussi à terminer en cinquième position. À deux tours du vainqueur, la sixième place a été longtemps indécise, Spence l'emportant finalement d'une demi-longueur devant Siffert.

### Classements intermédiaires
Classements intermédiaires des monoplaces aux premier, deuxième, troisième, cinquième, huitième, dixième, quinzième, vingtième, trentième, trente-cinquième, quarantième, cinquantième, soixantième et soixante-dixième tours,.

### Classement de la course

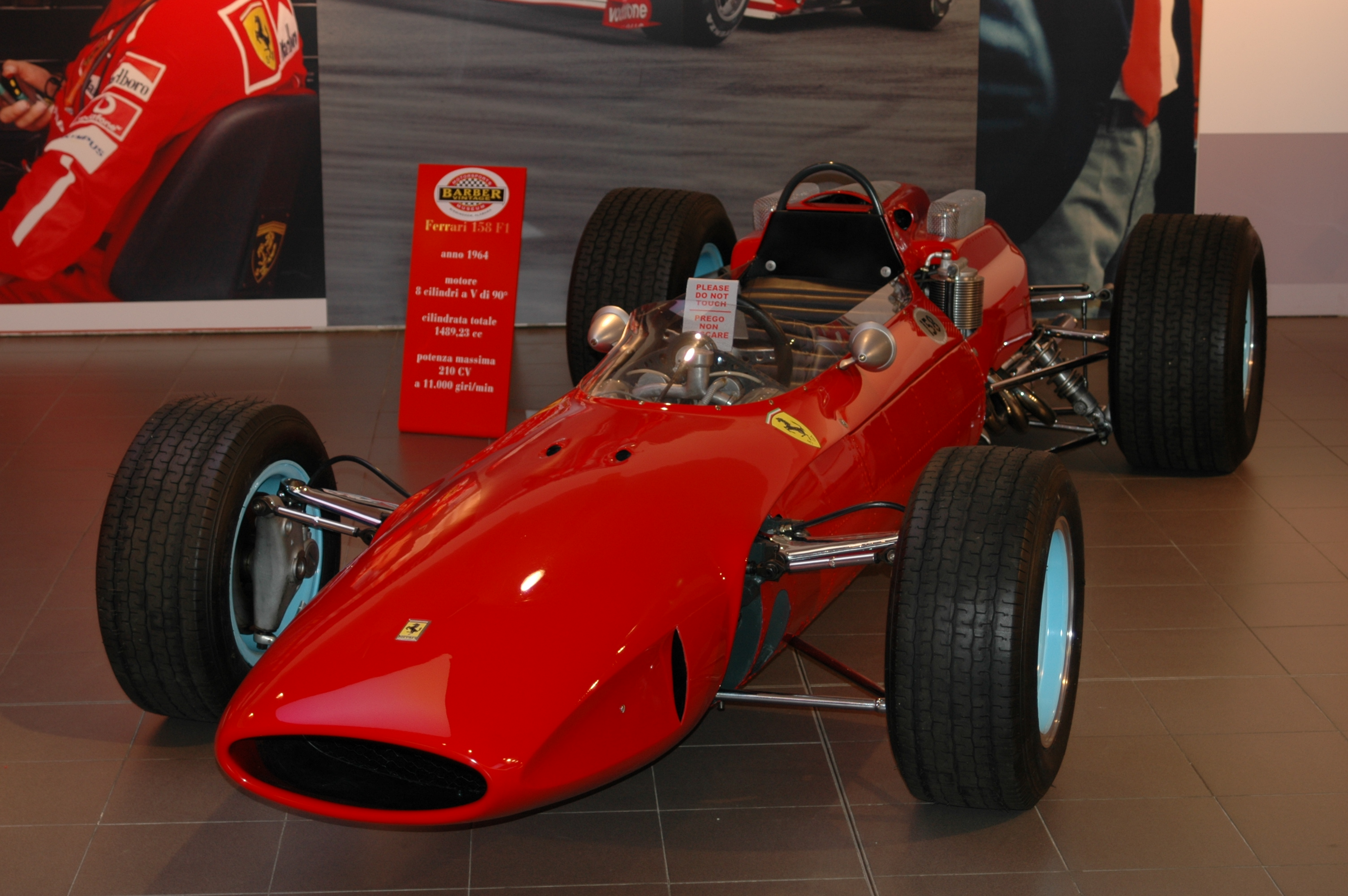
Avec Surtees, premier, et Bandini, troisième, la Ferrari 158 a triomphé en Italie.

| Pos  | N° | Pilote                 | Écurie                 | Tours | Temps/Abandon                      | Grille | Points |
| ---- | -- | ---------------------- | ---------------------- | ----- | ---------------------------------- | ------ | ------ |
| 1    | 2  | John Surtees           | Ferrari                | 78    | 2 h 10 min 51 s 8                  | 1      | 9      |
| 2    | 26 | Bruce McLaren          | Cooper-Climax          | 78    | 2 h 11 min 57 s 8 (+ 1 min 06 s 0) | 5      | 6      |
| 3    | 4  | Lorenzo Bandini        | Ferrari                | 77    | 2 h 11 min 09 s 6 (+ 1 tour)       | 7      | 4      |
| 4    | 20 | Richie Ginther         | BRM                    | 77    | 2 h 11 min 09 s 7 (+ 1 tour)       | 9      | 3      |
| 5    | 46 | Innes Ireland          | BRP-BRM                | 77    | 2 h 11 min 26 s 3 (+ 1 tour)       | 13     | 2      |
| 6    | 10 | Mike Spence            | Lotus-Climax           | 77    | 2 h 11 min 52 s 3 (+ 1 tour)       | 8      | 1      |
| 7    | 12 | Joseph Siffert         | Brabham-BRM            | 77    | 2 h 11 min 52 s 4 (+ 1 tour)       | 6      |        |
| 8    | 30 | Giancarlo Baghetti     | BRM                    | 77    | 2 h 12 min 17 s 0 (+ 1 tour)       | 15     |        |
| 9    | 6  | Ludovico Scarfiotti    | Ferrari                | 77    | 2 h 12 min 17 s 2 (+ 1 tour)       | 16     |        |
| 10   | 16 | Dan Gurney             | Brabham-Climax         | 75    | 2 h 10 min 21 s 4 (+ 3 tours)      | 2      |        |
| 11   | 22 | Bob Anderson           | Brabham-Climax         | 75    | 2 h 11 min 47 s 4 (+ 3 tours)      | 14     |        |
| 12   | 34 | Joakim Bonnier         | Brabham-Climax         | 74    | 2 h 12 min 25 s 9 (+ 4 tours)      | 12     |        |
| 13   | 38 | Peter Revson           | Lotus-BRM              | 72    | 2 h 12 min 00 s 4 (+ 6 tours)      | 18     |        |
| 14   | 14 | Jack Brabham           | Brabham-Climax         | 59    | Moteur                             | 11     |        |
| Abd. | 8  | Jim Clark              | Lotus-Climax           | 28    | Moteur                             | 4      |        |
| Abd. | 50 | Mario de Araujo Cabral | Derrington-Francis-ATS | 25    | Allumage                           | 19     |        |
| Abd. | 48 | Maurice Trintignant    | BRM                    | 22    | Allumage                           | 20     |        |
| Abd. | 28 | Ronnie Bucknum         | Honda                  | 13    | Freins                             | 10     |        |
| Abd. | 40 | Mike Hailwood          | Lotus-BRM              | 5     | Moteur                             | 17     |        |
| Abd. | 18 | Graham Hill            | BRM                    | 0     | Embrayage                          | 3      |        |
| Np.  | 60 | Jean-Claude Rudaz      | Cooper-Climax          |       | Non partant                        |        |        |
| Nq.  | 44 | Trevor Taylor          | BRP-BRM                |       | Non qualifié                       |        |        |
| Nq.  | 36 | Geki                   | Brabham-BRM            |       | Non qualifié                       |        |        |
| Nq.  | 24 | John Love              | Cooper-Climax          |       | Non qualifié                       |        |        |
| Nq.  | 56 | Ian Raby               | Brabham-BRM            |       | Non qualifié                       |        |        |

Légende :
- Abd.= Abandon

### Pole position et record du tour
- Pole position :  John Surtees (Ferrari) en 1 min 37 s 4 (vitesse moyenne : 212,526 km/h). Temps réalisé lors de la séance d'essais du vendredi 4 septembre[1].
- Meilleur tour en course :  John Surtees (Ferrari) en 1 min 38 s 8 (vitesse moyenne : 209,514 km/h) au soixante-troisième tour.

#### Évolution du record du tour en course
Le meilleur tour fut amélioré onze fois au cours de l'épreuve.

### Tours en tête
- Dan Gurney : 22 tours (1 / 6-7 / 10 / 12-14 / 16 / 22 / 25-26 / 29 / 32 / 37-38 / 45 / 50-52 / 55)
- John Surtees : 56 tours (2-5 / 8-9 / 11 / 15 / 17-21 / 23-24 / 27-28 / 30-31 / 33-36 / 46 / 49 / 53-54 / 56-78)

- Pilote le mieux parti, Bruce McLaren a mené la course durant le premier tour, avant d'être dépassé par Gurney et Surtees dans le dernier virage du circuit.

## Classement général à l'issue de la course
- Attribution des points : 9, 6, 4, 3, 2, 1 respectivement aux six premiers de chaque épreuve.
- Pour la coupe des constructeurs, même barème et seule la voiture la mieux classée de chaque équipe inscrit des points.
- Seuls les six meilleurs résultats sont comptabilisés. Chez les constructeurs, BRM doit donc décompter les trois points acquis en Belgique et les trois acquis en Italie.
- Le règlement permet aux pilotes de se relayer sur une même voiture, les points éventuellement acquis étant alors perdus pour pilotes et constructeur[1].

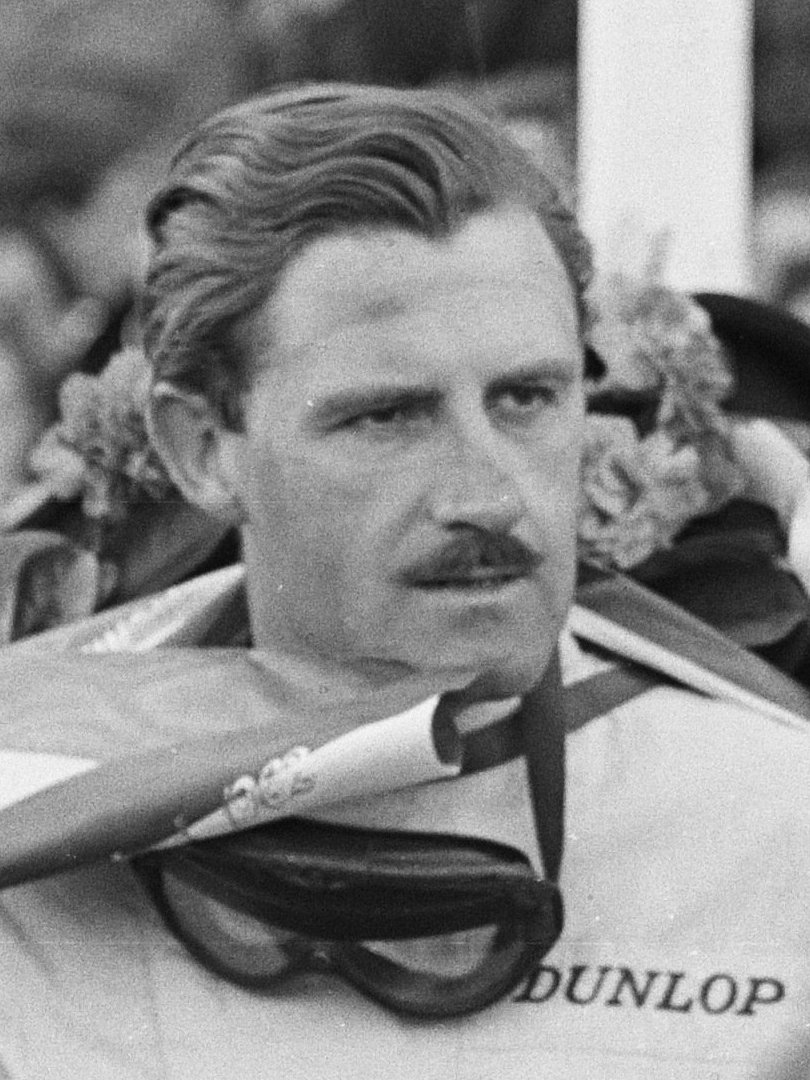
Malgré son abandon en Italie, Graham Hill conserve la tête au classement provisoire du championnat du monde.

| Pos. | Pilote              | Écurie            | Points | MON | NL | BEL | FRA | GBR | ALL | AUT | ITA | USA | MEX |
| ---- | ------------------- | ----------------- | ------ | --- | -- | --- | --- | --- | --- | --- | --- | --- | --- |
| 1    | Graham Hill         | BRM               | 32     | 9   | 3  | 2   | 6   | 6   | 6   | -   | -   |     |     |
| 2    | Jim Clark           | Lotus             | 30     | 3   | 9  | 9   | -   | 9   | -   | -   | -   |     |     |
| 3    | John Surtees        | Ferrari           | 28     | -   | 6  | -   | -   | 4   | 9   | -   | 9   |     |     |
| 4    | Richie Ginther      | BRM               | 20     | 6   | -  | 3   | 2   | -   | -   | 6   | 3   |     |     |
| 5    | Lorenzo Bandini     | Ferrari           | 19     | -   | -  | -   | -   | 2   | 4   | 9   | 4   |     |     |
| 6    | Bruce McLaren       | Cooper            | 13     | -   | -  | 6   | 1   | -   | -   | -   | 6   |     |     |
| 7    | Peter Arundell      | Lotus             | 11     | 4   | 4  | -   | 3   | -   | -   | -   | -   |     |     |
|      | Jack Brabham        | Brabham           | 11     | -   | -  | 4   | 4   | 3   | -   | -   | -   |     |     |
| 9    | Dan Gurney          | Brabham           | 10     | -   | -  | 1   | 9   | -   | -   | -   | -   |     |     |
| 10   | Bob Anderson        | Brabham           | 5      | -   | 1  | -   | -   | -   | -   | 4   | -   |     |     |
| 11   | Tony Maggs          | BRM               | 4      | -   | -  | -   | -   | -   | 1   | 3   | -   |     |     |
|      | Innes Ireland       | BRP-BRM           | 4      | -   | -  | -   | -   | -   | -   | 2   | 2   |     |     |
| 13   | Joseph Siffert      | Brabham           | 3      | -   | -  | -   | -   | -   | 3   | -   | -   |     |     |
|      | Joakim Bonnier      | Cooper & Brabham¹ | 3      | 2   | -  | -   | -   | -   | -   | 1¹  | -   |     |     |
| 15   | Chris Amon          | Lotus             | 2      | -   | 2  | -   | -   | -   | -   | -   | -   |     |     |
|      | Maurice Trintignant | BRM               | 2      | -   | -  | -   | -   | -   | 2   | -   | -   |     |     |
| 17   | Mike Hailwood       | Lotus             | 1      | 1   | -  | -   | -   | -   | -   | -   | -   |     |     |
|      | Phil Hill           | Cooper            | 1      | -   | -  | -   | -   | 1   | -   | -   | -   |     |     |
|      | Mike Spence         | Lotus             | 1      | -   | -  | -   | -   | -   | -   | -   | 1   |     |     |

| Pos. | Écurie         | Points  | MON | NL | BEL | FRA | GBR | ALL | AUT | ITA | USA | MEX |
| ---- | -------------- | ------- | --- | -- | --- | --- | --- | --- | --- | --- | --- | --- |
| 1    | Ferrari        | 37      | -   | 6  | -   | -   | 4   | 9   | 9   | 9   |     |     |
| 2    | BRM            | 36 (42) | 9   | 3  | (3) | 6   | 6   | 6   | 6   | (3) |     |     |
| 3    | Lotus-Climax   | 35      | 4   | 9  | 9   | 3   | 9   | -   | -   | 1   |     |     |
| 4    | Brabham-Climax | 21      | -   | 1  | 4   | 9   | 3   | -   | 4   | -   |     |     |
| 5    | Cooper-Climax  | 16      | 2   | -  | 6   | 1   | 1   | -   | -   | 6   |     |     |
| 6    | BRP-BRM        | 4       | -   | -  | -   | -   | -   | -   | 2   | 2   |     |     |
| 7    | Brabham-BRM    | 3       | -   | -  | -   | -   | -   | 3   | -   | -   |     |     |
|      | Lotus-BRM      | 3       | 1   | 2  | -   | -   | -   | -   | -   | -   |     |     |

## À noter
- 3e victoire en championnat du monde pour John Surtees.
- 39e victoire en championnat du monde pour Ferrari en tant que constructeur.
- 39e victoire en championnat du monde pour Ferrari en tant que motoriste.